# 奎河街道
奎河街道是中华人民共和国新疆维吾尔自治区塔城地区乌苏市下辖的一个街道办事处。

## 行政区划
奎河街道下辖以下村级行政区划单位：
金穗园社区、佛山路社区。